# 長沼城 (下総国)

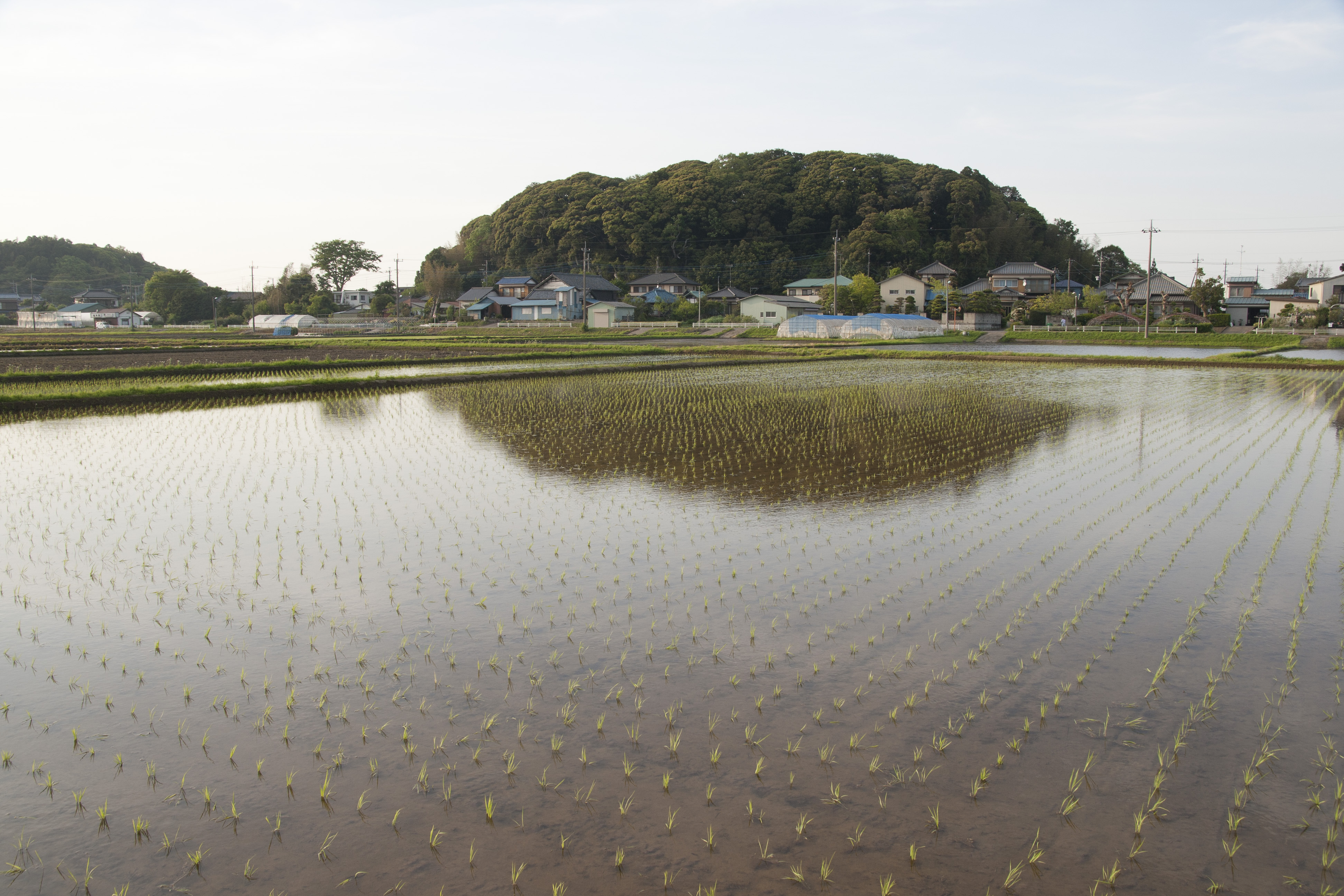
長沼城址遠景

長沼城（ながぬまじょう）は、千葉県成田市長沼にあった日本の城。結城氏の一族長沼氏の居城であった。

## 概要
詳細な築城時期は不明だが、長沼朝教によって室町時代に築かれたとされる。
戦国時代にも長沼氏の居城として続いていたようである。近世以後については不明。
嘗ては、長沼という沼に半島状に突き出した台地であったが、現在、長沼は干拓され周辺は水田地帯となっている。

## 構造
天然の丘を生かした平山城で、単郭の中世城郭である。

## 遺構
主郭部分は現在城址公園「長沼市民の森」となっており、碑が建てられている。周囲の藪にかすかに堀状の構造物や土塁の跡などが見られる。